# 煤气灯街区 (圣迭戈)

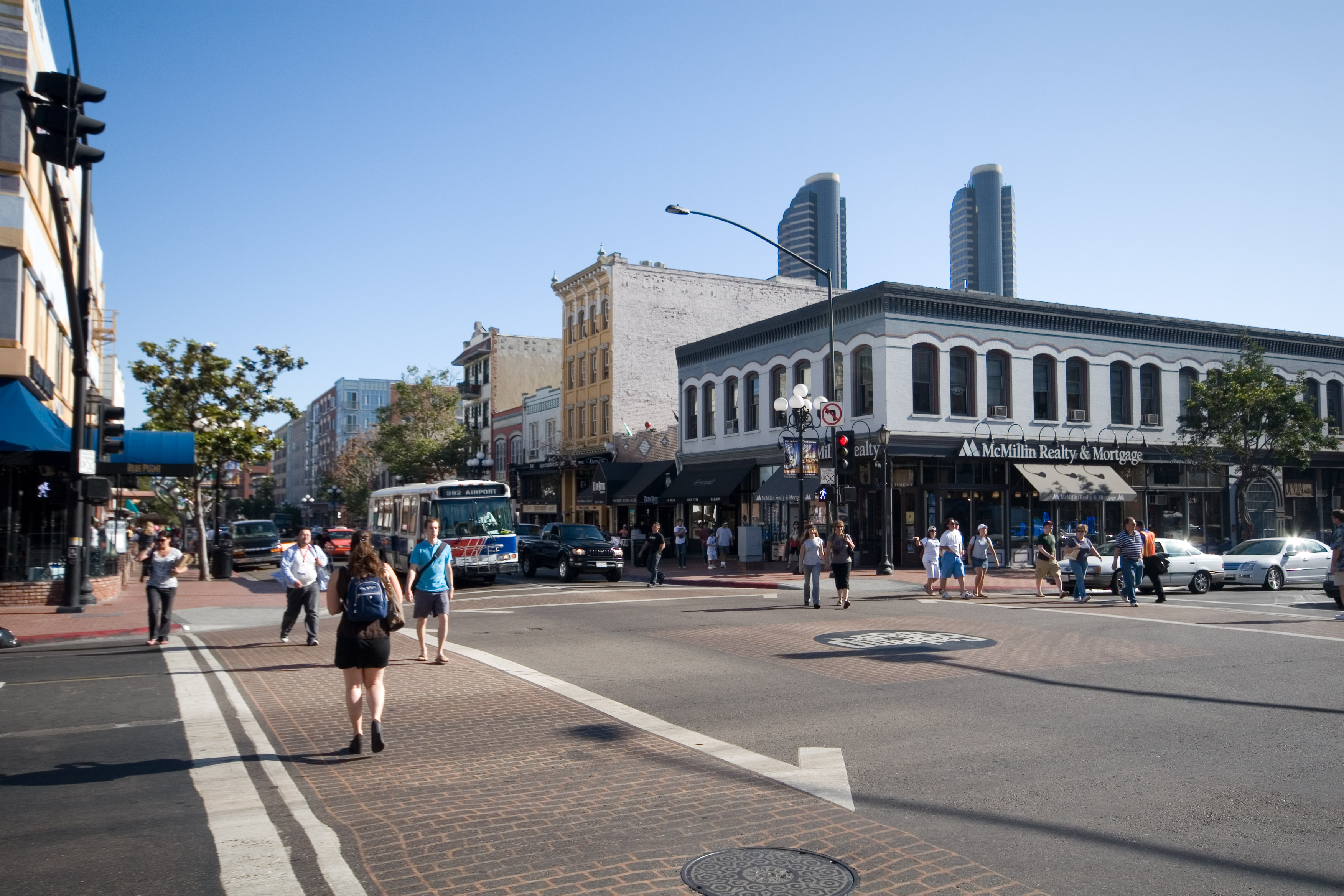
煤气灯街区

煤气灯街区（Gaslamp Quarter）是圣迭戈市區的一块历史街区。在经过市区老化时期以后，在1980年代和1990年代通过市区重建，今天成为一个充满活力的商业和娱乐区。 
煤气灯街区有许多活动和节日，包括忏悔星期二狂欢节、街景音乐节（Street Scene Music Festival）、圣帕特里克节。圣地牙哥教士球队的主场PETCO球场位于一街块之遥的圣迭戈下城的东村. 以著名歌手吉姆克罗齐命名的克罗齐餐厅和爵士酒吧 （页面存档备份，存于），也位于该区。
煤气灯街区被列入国家史迹名录，范围从百老汇到 Harbor Drive,从第四大道到第六大道，占据16 1/2个街块。该区拥有94座历史建筑，其中大部分兴建于维多利亚时期，目前开设餐馆，商店和夜总会。

## 历史
1850年，威廉·希思·戴维斯在此购买160英亩土地，虽然他大量投资，但是在这一时期只有很小的发展。
煤气灯街区的大规模开发始于1867年。那一年，阿朗佐·霍顿来到圣迭戈，用265美元购买800英亩土地，希望创建一个靠近海湾的新的城市中心，并选择第五大道作为主街道。当时这一地区称为新城，与老城（原来的西班牙殖民地）相对。其名称来源于19世纪末、20世纪初圣迭戈常见的煤气灯。四盏煤气灯安装在市场街和第五大道的路口。从1880年代到1900年代，黄貂鱼（Stingaree）地区开设了赌场和妓院。懷特·厄普夫妇来到圣迭戈，投资于房地产。 

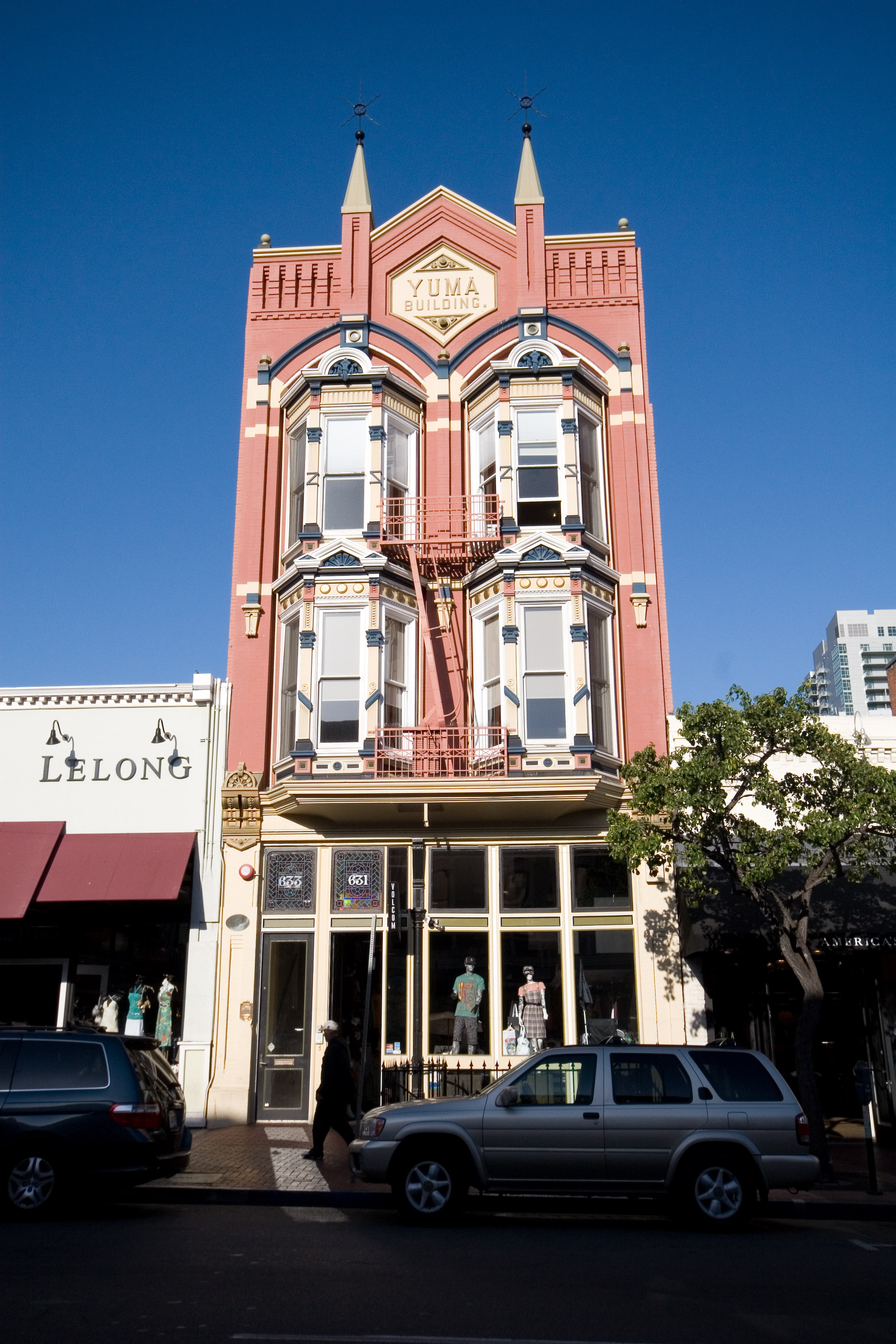
尤马大楼

1950年代到70年代，衰落的煤气灯街区演变为“水手娱乐”区，集中许多色情电影院和按摩院。
1976年，城市通过了煤气灯街区城市设计和开发手册，旨在维护该地区的建筑物，重建煤气灯街区作为国家级历史地区。从1982年年开始，煤气灯街区成为圣迭戈市中心重建的一个重点。

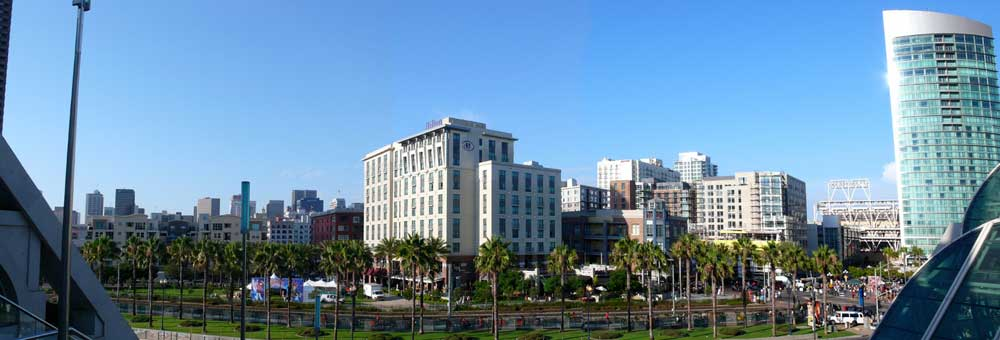
煤气灯街区全景